# 河内山宗俊 (映画)
『河内山宗俊』（こうちやま そうしゅん）は、1936年に製作・公開された山中貞雄の映画作品である。

## あらすじ
甘酒屋で生計を建てているお浪には広太郎という弟がいるが、彼は無頼に憧れ賭場に出入りし始めていた。そんな弟を心配するお浪だった。所場代を取り立てて歩く森田屋用心棒金子市之丞はそんなお浪をいじらしく思いわざと所場代を取り立てないでいた。
ある日広太郎は店に来ていた侍から小柄を盗む。露店の賭け将棋に興じていた河内山宗俊は、それを見ていた広太郎の忠告からいかさまを見抜き逆に50両をせしめる。家に帰った宗俊は、弟を心配して訪ねてきたお浪と出会い、広太郎を探すことを請け合う。広太郎は直次郎と偽名を告げていたので宗俊は気付かないまま、せしめた金で郭に繰り出すのだった。
そこで広太郎は幼なじみの三千歳と再開する。お浪の元に小柄を返せと侍・松前家重役北村大膳が詰め寄る。小柄は昔将軍家から贈られたもので、それを前殿よりもらい受けたものだった。大膳と旧知な市之丞はお浪を庇う。小柄は競りに出され、本物と気付かないまま大膳の元に戻る。お浪のことで喧嘩となった宗俊と市之丞だが、すぐに意気投合し、仲良く甘酒をすするのだった。
森田屋に身請けされる三千歳を救うため広太郎は宗俊に助けを求めるが、宗俊は不在で代わって出た情婦のお静に冷たく断られる。進退窮まった三千歳と広太郎は入水心中を図る。市之丞を連れて家に帰った宗俊は、お静の嫌みに反発して呑みに出かける。
翌朝宗俊を訪ねたお浪だが、お静に侮辱の言葉を投げつけられる。家に戻ったお浪はそこに広太郎を見る。三千歳は溺死したが広太郎は生きていたのだった。そこに森田屋が訪れ、三千歳の身請け料300両を弁償しろと訴える。もし金が用意できなければお浪に身代わりになれと言い残す。
市之丞は森田屋親分にお浪から300両を受け取ってこいと命令される。お浪の家を訪ねた市之丞はそこで広太郎から事情とお浪が身売りしたことを聞く。市之丞は急いで宗俊に相談、お浪を救出し自宅に匿う。お浪が勝手に身売りされた事を知った森田屋は激怒、お浪を探し出せと配下に命じる。
市之丞と宗俊はお浪を救うため一計を図る。その夜姉の居場所を知らない広太郎は森田屋を疑い刺し殺す。翌日宗俊は上野の法親王の使僧に化けて松前家上屋敷に乗り込み、小柄に難癖を付け大金をせしめる。家に戻った宗俊だが、お浪の姿が見えない。お静は広太郎がお浪を連れて行ったと言うが、そこに広太郎が駆け込んでくる。そして広太郎を探しに森田屋子分が来襲する。森田屋子分に斬られたお静は今際の際にお浪が品川の遊郭に売られていったことを告げる。宗俊と市之丞は森田屋子分を足止めさせるため戦い、そして死んでいく。広太郎は宗俊から受け取った金を懐に、お浪を救うため品川に向かうのだった。

## スタッフ
- 監督：山中貞雄
- 原作：河竹黙阿弥『天衣紛上野初花』
- 脚本：三村伸太郎

## 出演
出典：映画 河内山宗俊 - allcinema
- 河原崎長十郎
- 中村翫右衛門
- 市川莚司（加東大介）
- 原節子

## 備考
- 山中の監督作品のうち、ほぼ完全な形でフィルムが現存するのは本作のほか『丹下左膳余話 百萬両の壺』、『人情紙風船』の3本のみだが、本作は広太郎と三千歳のラブシーンと、森田屋が三千歳を呼ぶ場面の計5分が削除されている。

- 現存するのは原版からコピーされた16ミリフィルム版のみで、映像・音声が共に劣化した状態であった。2020年、日活と国際交流基金による4Kデジタル復元版が東京国際映画祭で公開された[2]。